# 정오포체

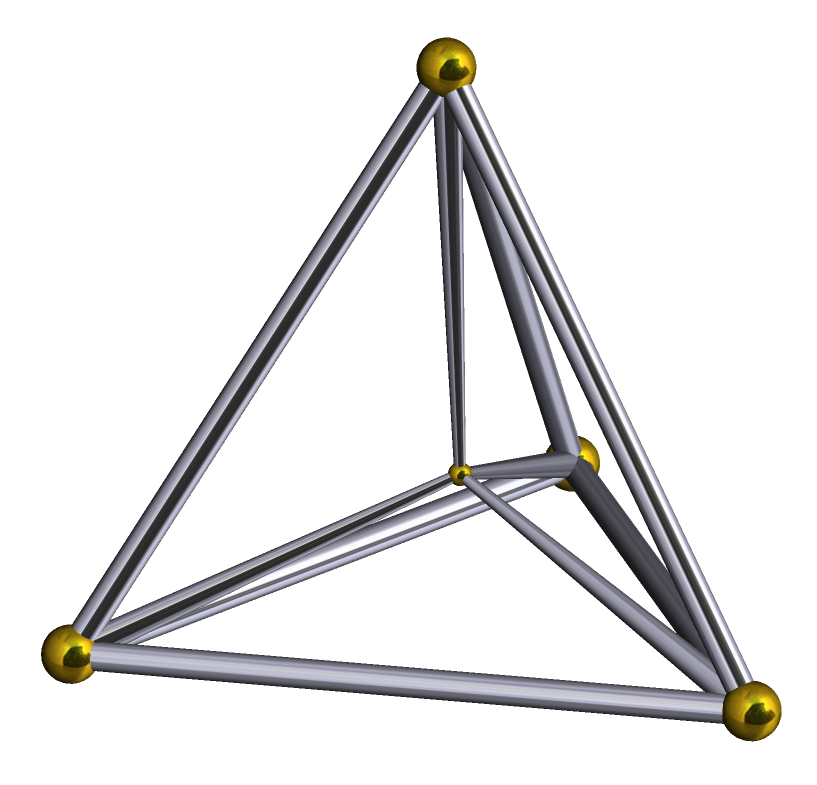
정오포체

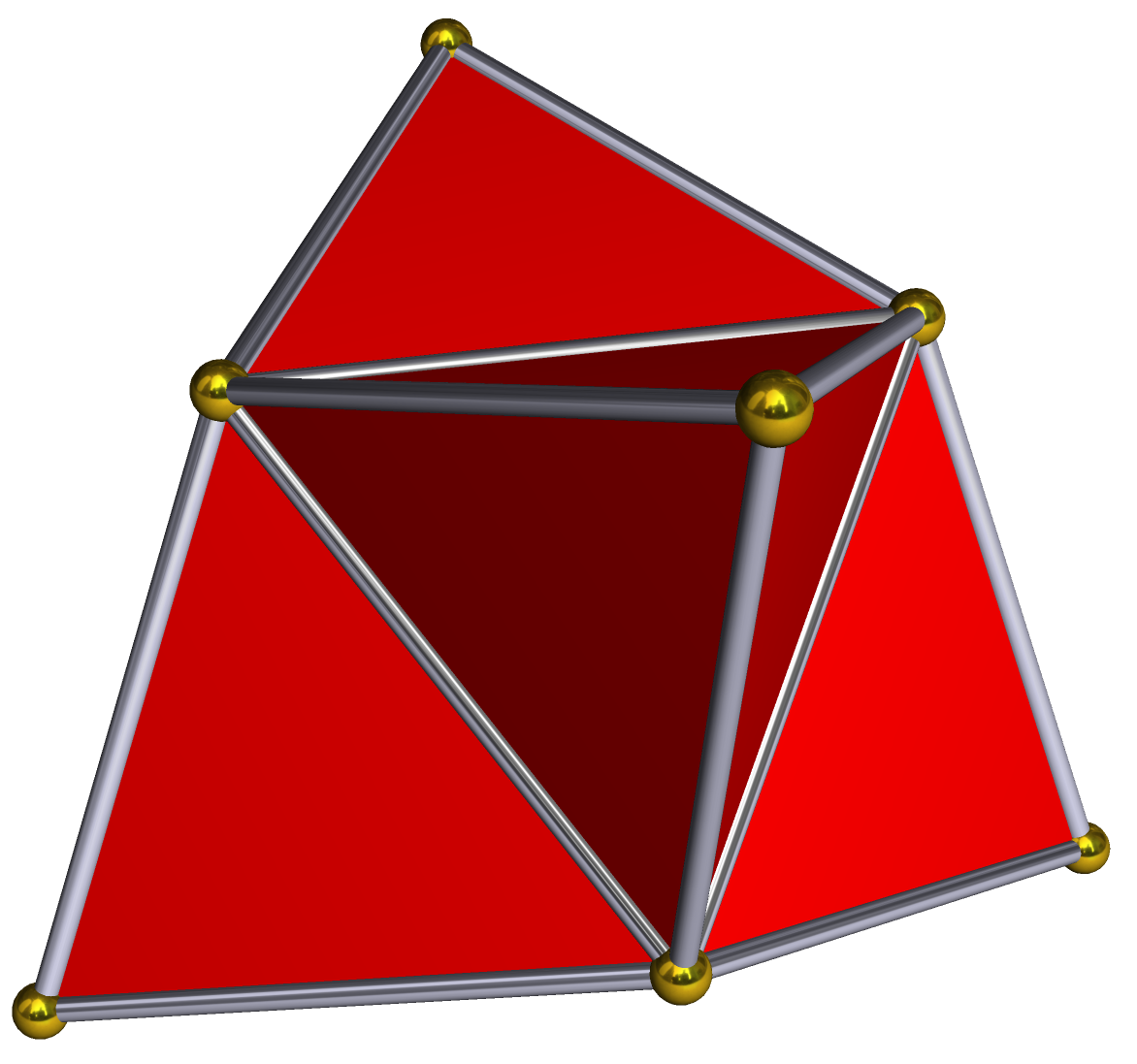
정오포체의 전개도

정오포체(5-cell) 또는 4-단체(4-simplex), 펜타토프(pentatope)는 정사면체를 4차원으로 확장한 4차원 정다포체이다. 슐레플리 기호는 {3, 3, 3}이다.
한 모서리에 정사면체 3개를 붙여서 만들어지며 그 이면각은 75.52도이다. 쌍대다포체는 자기 자신이다.
꼭짓점은 5개, 모서리와 면은 각각 10개이며, 포는 5개이다. 그리고 정오포체 32개를 한 모서리에서 4개씩 만나게 해서 5차원 정축체를 만들 수 있다.